# المقاتل النهائي: فريق إدغار ضد فريق بن
المقاتل النهائي: فريق إدغار ضد فريق بن (بالإنجليزية: The Ultimate Fighter: Team Edgar vs. Team Penn)‏ المعروف أيضًا باسم المقاتل النهائي 19 (بالإنجليزية: The Ultimate Fighter 19)‏ هي الدفعة التاسعة عشر من المسلسل التلفزيوني الواقعي المقاتل النهائي الذي أنتجته يو إف سي.
تم الإعلان رسميًا عن المدربين وفئات الأوزان المشاركة من قبل يو إف سي في سبتمبر 2013. ظهر في هذا الموسم مزيج من المنافسين في الوزن المتوسط ووزن خفيف الثقيل.